# Codex Coislinianus

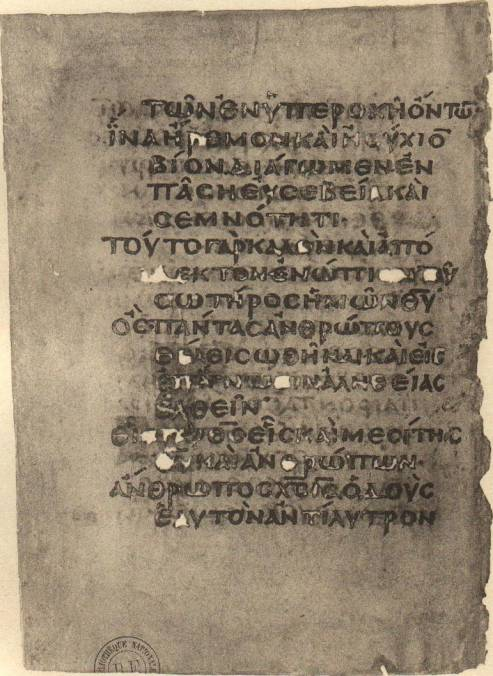
Codex Coislinianus

El Codex Coislinianus (París, Biblioteca Nacional de Francia (Suppl. Gr. 1074 y Coislin 202); Gregory-Aland no. Hp o 015) es un manuscrito uncial del siglo VI. El códice contiene los Epístolas paulinas con numerosas lagunas.
El códice consiste de un total de 41 folios de 30 x 25 cm. El texto está escrito en una sola columna por página, con entre 16 líneas por columna.
El texto griego de este códice es una representación del tipo textual alejandrino. Kurt Aland lo ubicó en la Categoría III.